# Danger Radio
Danger Radio (soms gestileerd als Danger: Radio) is een Amerikaanse rockband uit Edmonds (Washington).

## Bezetting
- Andrew de Torres (zang, 2003–2011)
- Nico Hartikainen (drums, programmering, 2003–2011)
- Marvin Kunkel (basgitaar, 2003–2011)
- Andy Brookins (gitaar,  zang, 2005–2011)
- Spencer Phillips (keyboards, 2007–2011)
- Elan Wright (gitaar, zang, 2005–2011)

Voormalige leden
- Spencer Mertel (basgitaar, gitaar, 2003–2005)
- Matt Goodwin (gitaar, 2003–2005)
- Jackson Kellock (keyboards, 2005–2006)
- Tyler Brown Williams (basgitaar, 2008–2009)

## Geschiedenis

### 2003–2007:The Difference Between Love and Envy
De hoofdzanger van Danger Radio (Andrew de Torres van The Scene Aesthetic) en drummer Nico Hartikainen ontmoetten elkaar op de middelbare school, kort nadat ze Marvin Kunkel hadden toegevoegd als basgitarist voor talentenjachten en schooloptredens. Kort daarna werden de gitaristen Matt Goodwin en Spencer Mertel aan de band toegevoegd. Ze namen een paar demo's op onder de naam Chasing Tomorrow, maar veranderden later de naam in Danger Radio, voordat ze hun eerste ep The Difference Between Love And Envy opnamen, die werd geproduceerd door Casey Bates (Gatsby's American Dream, Portugal The Man, This Providence). Begin 2005 verlieten Goodwin en Mertel de band en werden vervangen door Andy Brookins en Elan Wright. De toetsenist Jackson Kellock trad kort daarna toe en maakte van Danger Radio een zeskoppige band. Met de nieuwe bezetting nam Danger Radio in 2005 een demo op met vroege versies van nummers, die later op de ep Punch Your Lights Out verschenen. De demo is geproduceerd door Tom Pfaeffle (Gatsby's American Dream, Kay Kay en His Weathered Underground, Wild Orchid Children). Eind 2006 verliet Jackson de band en werd in 2007 vervangen door Spencer Phillips. Kort daarna werd Danger Radio gecontracteerd door Photo Finish Records en bracht in 2007 de ep Punch Your Lights Out uit.

### 2008–2011:Used and Abused and slip
Hun eerste volledige album Used and Abused werd op 8 juli 2008 uitgebracht bij Photo Finish en bereikte #17 in de Billboard Heatseekers-hitlijst. Danger Radio toerde met PlayRadioPlay!, We The Kings, Metro Station, Forever the Sickest Kids, The Maine, The Cab, The Audition en labelgenoten Envy On the Coast. Ze speelden ook op het tweede optreden van The Bamboozle in zowel mei 2007 als 2008. In 2009 coverde de band Britney Spears voor hun Hoodwink-optreden en speelde ook het tweede optreden van The Bamboozle. Ze waren oorspronkelijk gepland om te spelen op de Vans Warped Tour in de zomer van 2008, maar haakten af ten gunste van een tournee met Cute Is What We Aim For, Ace Enders en Powerspace, gevolgd door een tournee in de herfst met Meg & Dia, Jonezetta en Dropping Daylight. Vervolgens gingen ze op hun eerste headliner tournee met Brighten, Farewell en Red Car Wire. Dit omvatte drie optredens in Canada. Later in 2008 zouden ze toeren met Family Force 5 en PlayRadioPlay!. Basgitarist Marvin Kunkel verliet de band in het najaar van 2008 en werd vervangen door Tyler Brown Williams voor optredens met My American Heart, The Morning Of en Artist vs. Poet. Danger Radio ondersteunde Forever The Sickest Kids tijdens een Britse tournee, samen met Furthest Drive Home vanaf 8 februari 2009. De band tekende bij Doghouse Records en bracht op 27 juli het vervolg uit van Used and Abused, Nothing's Gonna Hold Us Down, 2010.

## Discografie
- 2004: The Difference Between Love and Envy
- 2008: Punch Your Lights Out (ep, Photo Finish Records)
- 2008: Used and Abused (Photo Finish Records)
- 2010: Nothing's Gonna Hold Us Down (Doghouse Records)